# Apionichthys
Apionichthys är ett släkte av fiskar. Apionichthys ingår i familjen Achiridae.
Kladogram enligt Catalogue of Life:
| Apionichthys | \| \| Apionichthys asphyxiatus \| \| \| \| \| \| Apionichthys dumerili \| \| \| \| \| \| Apionichthys finis \| \| \| \| \| \| Apionichthys menezesi \| \| \| \| \| \| Apionichthys nattereri \| \| \| \| \| \| Apionichthys rosai \| \| \| \| \| \| Apionichthys sauli \| \| \| \| \| \| Apionichthys seripierriae \| \| \| \| |
|              | \| \| Apionichthys asphyxiatus \| \| \| \| \| \| Apionichthys dumerili \| \| \| \| \| \| Apionichthys finis \| \| \| \| \| \| Apionichthys menezesi \| \| \| \| \| \| Apionichthys nattereri \| \| \| \| \| \| Apionichthys rosai \| \| \| \| \| \| Apionichthys sauli \| \| \| \| \| \| Apionichthys seripierriae \| \| \| \| |
|              | Achirus |
|              | |
|              | Catathyridium |
|              | |
|              | Gymnachirus |
|              | |
|              | Hypoclinemus |
|              | |
|              | Trinectes |
|              | |
|              | Apionichthys asphyxiatus |
|              | |
|              | Apionichthys dumerili |
|              | |
|              | Apionichthys finis |
|              | |
|              | Apionichthys menezesi |
|              | |
|              | Apionichthys nattereri |
|              | |
|              | Apionichthys rosai |
|              | |
|              | Apionichthys sauli |
|              | |
|              | Apionichthys seripierriae |
|              | |

|  | Apionichthys asphyxiatus  |
|  |                           |
|  | Apionichthys dumerili     |
|  |                           |
|  | Apionichthys finis        |
|  |                           |
|  | Apionichthys menezesi     |
|  |                           |
|  | Apionichthys nattereri    |
|  |                           |
|  | Apionichthys rosai        |
|  |                           |
|  | Apionichthys sauli        |
|  |                           |
|  | Apionichthys seripierriae |
|  |                           |